# Pegusa
A Pegusa a csontos halak (Osteichthyes) főosztályának a sugarasúszójú halak (Actinopterygii) osztályába, ezen belül a lepényhalalakúak (Pleuronectiformes) rendjébe és a nyelvhalfélék (Soleidae) családjába tartozó nem.

## Rendszerezésük
A nembe az alábbi 5 faj tartozik:
- Pegusa cadenati Chabanaud, 1954
- Pegusa impar (Bennett, 1831)
- Pegusa lascaris (Risso, 1810)
- Pegusa nasuta (Pallas, 1814)
- Pegusa triophthalma (Bleeker, 1863)